# Eliška Adamovská
Eliška Adamovská (2001) es una deportista checa que compite en escalada. Ganó dos medallas en el Campeonato Europeo de Escalada de 2020, plata en la prueba de dificultad y bronce en la combinada.

## Palmarés internacional
| Campeonato Europeo | Campeonato Europeo | Campeonato Europeo | Campeonato Europeo |
| Año                | Lugar              | Medalla            | Prueba             |
| ------------------ | ------------------ | ------------------ | ------------------ |
| 2020               | Moscú (Rusia)      | Medalla de plata   | Dificultad         |
| 2020               | Moscú (Rusia)      | Medalla de bronce  | Combinada          |